# Asymblepharus tragbulense
Asymblepharus tragbulense là một loài thằn lằn trong họ Scincidae. Loài này được Alcock mô tả khoa học đầu tiên năm 1898.